# Arlette Laguiller
Arlette Yvonne Laguiller (París, 18 de marzo de 1940) es una política trotskista francesa. Desde 1973 y hasta 2012 ha sido portavoz y la líder más conocida y candidato perenne del partido político Lutte Ouvrière (LO). Conocida por la mayoría de los franceses por su nombre de pila, Laguiller está comprometida a la causa comunista.